# Вощенко Валентин Васильович
Валентин Васильович Вощенко (25 серпня 1945, місто Амвросіївка, тепер Донецької області — ?) — радянський діяч, слюсар Ризької бази тралового та рефрижераторного флоту виробничого об'єднання «Латрибпром» Латвійської РСР. Член ЦК КПРС у 1990—1991 роках.

## Життєпис
У 1963 році закінчив Амвросіївський індустріальний технікум Донецької області.
У 1964—1967 роках — механік заводу «Спартак» в Єлгавському районі Латвійської РСР.
З 1964 по 1967 рік служив у Радянській армії.
У 1968—1971 роках — механік заводу «Спартак» в Єлгавському районі; майстер заводу будівельних матеріалів і конструкцій в місті Єлгаві Латвійської РСР.
Член КПРС з 1971 року.
У 1971—1973 роках — слюсар цеху спецуправління будівництва доріг та інженерних споруд тресту «Спецдорбуд» у місті Ризі.
У 1973—1977 роках — головний механік ремонтно-будівельного управління Московського району міста Риги.
У 1977—1979 роках — слюсар Ризького деревообробного заводу.
У 1979—1991 роках — слюсар Ризької бази тралового та рефрижераторного флоту виробничого об'єднання «Латрибпром» Латвійської РСР.
У 1991 році — секретар партійного комітету (парткому) Ризької бази тралового та рефрижераторного флоту виробничого об'єднання «Латрибпром».
Подальша доля невідома.